# Asphalt 7: Heat
Asphalt 7: Heat est un jeu vidéo de course édité par Gameloft et développé par le studio interne Gameloft Montréal, sorti en 2012 sur Windows, iOS, Android, BlackBerry OS et Windows Phone.

## Accueil
- Metacritic : 83/100[2]
- Gamezebo : 5/5[3]
- IGN : 8/10[4]
- Pocket Gamer : 8/10[5]